# Brunswick (Tyne and Wear)
Pour les articles homonymes, voir Brunswick.
Brunswick est un village et une paroisse civile du Tyne and Wear, en Angleterre. Il est situé au nord du centre de Newcastle upon Tyne.